# Lamberto Grillotti
Lamberto Grillotti (Rivolta d'Adda, 9 febbraio 1949 – Vittorio Veneto, 20 novembre 2010) è stato un politico italiano.

## Biografia
Imprenditore, impegnato in politica con il Movimento Sociale Italiano, è consigliere provinciale a Cremona dal 1985 al 1993. Contemporaneamente è consigliere comunale a Rivolta d'Adda, di cui diventa sindaco nel 1993, restando in carica per due mandati, fino al 2001.
Confluisce in Alleanza Nazionale fin dalla nascita del partito. Alle elezioni politiche del 1996 è candidato nel collegio uninominale di Crema della Camera, ma viene battuto dall'esponente del centrosinistra. 
Nel 2001 viene eletto al Senato della Repubblica col centrodestra, nel collegio uninominale di Cremona. Termina il proprio mandato parlamentare nel 2006. In tale anno viene rieletto sindaco di Rivolta d'Adda, rimanendo in carica fino alla morte, il 20 novembre 2010, all'età di 61 anni.